# ヴァランス・ロマン・ドローム・ラグビー
ヴァランス・ロマン・ドローム・ラグビー（仏: Valence Romans Drôme Rugby）は、フランスのドローム県ロマン＝シュル＝イゼールに本拠地を置くラグビーユニオンクラブである。スタジアムはスタッド・マルセル＝ギリェルモ及びスタッド・ジョルジュ＝ポンピドゥー 。プロD2（2部）に所属。

## 歴史
1908年創設。
2022-23シーズン、ナシオナル昇格プレーオフにて優勝してプロD2へ昇格を決める。

## スコッド
- ティム・メンゼル(ドイツ代表)
- ジョリス・モウラ(ポルトガル代表)
- バート・ウィエレンガ(オランダ代表)

## 歴代所属選手
- フェトゥウ・ヴァイニコロ(トンガ代表)
- ベルジウム・トゥアタガロア(サモア代表)
- PJ・ヴァンリー(ナミビア代表)
- アラスカ・タウファ(トンガ代表)
- ブノワ・ピッフェロ(カナダ代表)
- ゴティエ・ミングイルロン(スペイン代表)